# Els homes de Harrelson
Els homes de Harrelson (títol original en anglès: S.W.A.T.) és una pel·lícula estatunidenca de 2003 dirigida per Clark Johnson. És una adaptació de la sèrie de televisió estatunidenca S.W.A.T., creada per Robert Hamner l'any 1975. Ha estat doblada al català.

## Argument
Una unitat especialitzada existent a les principals policies dels Estats Units —el SWAT, acrònim de Special Weapons And Tactics (en català: armes i tàctiques especials)—, és capaç de dur a terme operacions d'alt risc amb armament i tàctiques adaptades. El seu nom en un principi era Special Weapons Attack Tactics.
El SWAT del Department de Policia de Los Angeles (LAPD) és enviat a l'atracament d'un banc, però l'operació va malament. Brian Gamble i Jim Street, companys, són sancionats pel seu capità. Street és enviat a l'armeria, i Gamble abandona la policia (aquesta escena ha estat inspirada per l'afer del North Hollywood Shoo Out on l'any 1997 a Los Angeles dos criminals fortament armats i portant armilles antibales van resistir a 200 policies i membres del SWAT durant 44 minuts).

## Repartiment
- Samuel L. Jackson: sergent Dan « Hondo » Harrelson
- Colin Farrell: Jim Street
- Michelle Rodríguez: Chris Sanchez
- LL Cool J: Deacon « Deke » Kay
- Josh Charles: T.J. McCabe/Mccabe
- Jeremy Renner: Brian Gamble
- Brian Van Holt: Michael Boxer
- Olivier Martinez: Alex Montel
- Reg E. Cathey: el tinent Greg Velasquez
- Larry Poindexter: el capità Thomas Fuller
- Page Kennedy: Travis
- James Dumont: Gus
- Denis Arndt: el sergent Howard
- Lindsey Ginter: l'agent Hauser
- Lucinda Jenney: Kathy
- E. Roger Mitchell: l'agent Kirkland
- Kenneth Davitian: oncle Martin Gascoigne
- Reed Diamond: oficial David Burress
- Matt Gerald: Nick
- Ashley Scott: Lara
- Octavia Spencer: la veïna

## Al voltant de la pel·lícula
- La producció del film ha cridat un ex-membre del SWAT per familiaritzar els actors amb les armes i els desplaçaments.
- L'equipament dels actors principals passava dels 30 kg la qual cosa els plantejava alguns problemes, sobretot a Colin Farrell: « Cal una santa condició física per conservar la seva agilitat, la seva potència i la seva reactivitat era obstaculitzat així! »
- El film és inspirat en la sèrie de televisió S.W.A.T.) que data de 1975 i difosa per la cadena ABC.
- L'any 2011, una continuació titulada S.W.A.T.: Firefight surt directament en vídeo, no repetint cap actor ni cap personatge del primer.

## Banda original
- Theme from S.W.A.T., composta per Barry De Vorzon
- Shattered, interpretada per The Rolling Stones
- Oh Shooter, interpretada per Robin Thicke
- Columpio, interpretada per El Gran Silencio
- Zacatecas, composta per Genaro Codina
- Sinalda, interpretada per Banda La Estrella
- Figure.09, interpretada per Linkin Park
- Do You Want Some, interpretada per Buppy
- I'm Coming, interpretada per Jimmy Tha Joun
- Crosstown Traffic, interpretada per Jimi Hendrix
- Sound Off (Duckworth Cant), composta per Willie Lee Duckworth i Bernard Lentz
- Just Because, interpretada per Jane's Addiction
- Women in My World, interpretada per 13
- Time Is Running Out, interpretada per Apollo Forn Forty
- Tell Me, interpretada per Long John Hunter
- Brother Down, interpretada per Sam Roberts
- Y Yo Sigo Aqui, interpretada per Paulina Rubio
- S.W.A.T. 911, interpretada per Danny Saber
- Give Your Life a Break, interpretada per John Gipson
- Samuel Jackson, interpretada per Hot Acció Cop
- S.W.A.T. T.S.O.L.P.P., interpretada per Molotov